# Campionato francese di hockey su pista 1913
Il Campionato francese di hockey su pista 1913 è stata la 3ª edizione del torneo di primo livello del campionato francese di hockey su pista. Esso è stato organizzato dalla Federazione di pattinaggio della Francia.
Il titolo è stato conquistato dal Tourcoing per la 2ª volta nella sua storia.

## Squadre partecipanti
| Club             | Stagione | Città     | Impianto | Stagione precedente           |
| ---------------- | -------- | --------- | -------- | ----------------------------- |
| Rink Burdigalien | dettagli | Bordeaux  |          |                               |
| Stade Bordelais  | dettagli | Bordeaux  |          |                               |
| Tourcoing        | dettagli | Tourcoing |          | Campione di Francia in carica |

## Risultati

### Semifinale
| Squadra 1        | Squadra 2       | Risultato               |
| ---------------- | --------------- | ----------------------- |
| Rink Burdigalien | Stade Bordelais | Bordeaux 14 maggio 1913 |
| Rink Burdigalien | Stade Bordelais | 2 - 1                   |

### Finale
| Squadra 1 | Squadra 2        | Risultato               |
| --------- | ---------------- | ----------------------- |
| Tourcoing | Rink Burdigalien | Bordeaux 15 maggio 1913 |
| Tourcoing | Rink Burdigalien | 2 - 0                   |

## Verdetti
| Qualificazioni / retrocessioni | Club                  |
| ------------------------------ | --------------------- |
| Campione di Francia 1913       | Tourcoing (2º titolo) |